# Château de Ranrouët
Le château de Ranrouët (prononcé [ʁɑ̃.ʁwɛt]) est une forteresse médiévale située sur la commune d'Herbignac, dans le département français de la Loire-Atlantique. Construit au XIIe siècle dans ce qui est alors le duché de Bretagne, il est progressivement aménagé jusqu'au XVIIe siècle, puis abandonné en 1793. Ce monument fait l’objet d’une inscription au titre des monuments historiques depuis le 10 novembre 1925.

## Localisation
Très différent des châteaux perchés, le château de Ranrouët se situe en bordure du marais de Brière, qui lui sert de défense naturelle.

## Historique
Trois grandes familles se succèdent sur le site du XIIe au XVIIIe siècle.
Une motte féodale est érigée vers 1125 par les seigneurs d'Assérac, qui s'implantent sur le site après avoir été chassés de leurs terres. Le château en pierre est construit à la place de la motte féodale dans la seconde moitié du XIIIe siècle par Alain d'Assérac.
Thibaud de Rochefort prend possession de Ranrouët par alliance à la fin du XIIIe siècle et Guy de Rochefort adapte le château face à l'essor de l'artillerie au XIVe siècle.
Le château passe aux mains de la famille de Rieux au début du XVe siècle. Il est aménagé par Jean II de Rieux. Jean IV de Rieux est mêlé à la guerre menée par la ligue du Bien public du duc François II de Bretagne dès 1465. Anne de Bretagne, dont il a été le tuteur, lui fournit 100 000 écus d'or pour reconstruire Ranrouët après la destruction de 1488. Dans le contexte des Guerres de Religion, Jean VIII de Rieux rejoint la Ligue, il est pendu pour cela en 1593. Le château passe alors sous le contrôle du roi qui ordonne au maréchal d'Aumont, gouverneur de Bretagne, d'y établir une garnison. Le 30 décembre 1594, celle-ci passe sous le commandement du capitaine Guillaume du Bouëxic, sieur du Teil. Des années plus tard, après la fin de la guerre de la Ligue, le château devient le refuge de soldats sans paie qui pillent les villages environnants. En 1618, le roi Louis XIII ordonne son démantèlement partiel. Cependant, Jean IX de Rieux, frère de Jean VIII, reconstruit le château, dont les travaux s'achèvent vers 1639. Ruinés, les Rieux cèdent leur domaine.
En 1793, une armée républicaine envoyée dans la presqu'île guérandaise pour éliminer les opposants à la Révolution française incendie et détruit le château. Laissé à l'abandon, il sert de carrière de pierres.
En 1929, Le château est acheté par la fille de Gaston Ecomard. Elle et son mari, Henri Menager, consolident les ruines et commencent à restaurer le site partiellement. Dans les années 1980, leurs héritiers le vendent au conseil général, qui l'ouvre au public.[réf. nécessaire]

## Description
Le château de Ranrouët fut érigé au début du XIIe siècle pour protéger un nœud routier essentiel. Au XIIIe siècle, l'enceinte est composée de six tours reliées par cinq courtines. En haut des courtines se trouvent des créneaux, doublés d'un système de hourds, puis de mâchicoulis. Les ouvertures situées au niveau des tours sont des archères. Au milieu du XIVe siècle, du fait de l'essor de l'artillerie et de la menace de la reprise de la guerre entre la France et l'Angleterre, Guy de Rochefort renforce le système défensif de Ranrouët. Il fait creuser les douves et érige un boulevard circulaire de défense. Il transforme la plupart des archères en canonnières et renforce la barbacane. Le châtelet d'entrée est équipé d'un pont-levis menant à un couloir d'accès qui ne permettait qu'à un piéton d'entrer ou de sortir. Grâce au financement apporté par la duchesse Anne, Jean IV de Rieux rénove son château. Il fait ériger des murs de séparation formant des pièces de caractère domestique dans la barbacane. Il aménage dans la cour intérieure un somptueux corps de logis avec un escalier à palier. C'est l'un des premiers construits dans le royaume de France. On peut voir à différents endroits des pierres à bossage reproduisant des boulets de pierre disposées en triangle ou à la manière du « 5 » sur un dé, rappelant les armes des sires de Rieux et de Rochefort.
Face aux évènements du XVIe siècle en Bretagne, Jean VIII de Rieux fait construire des bastions, ce sont des pointes avancées, formant un réseau étoilé prolongeant le boulevard : ce système permet les tirs croisés. Jean IX de Rieux fait édifier dans la tour nord une voûte comme plafond du rez-de-chaussée. La tour nord-ouest est remaniée avec un intérieur carré afin de devenir un espace de résidence. Les baies sont agrandies afin d'augmenter la clarté à l'intérieur des pièces.

### De nos jours
La mise en valeur du site, commencée dans les années 1970, a été en partie relayée par la mairie d'Herbignac depuis 1994. Des fouilles ont été réalisées et ont mis notamment en évidence les restes d'une cuisine au sol pavé et une rigole pour l'évacuation des eaux. En 1989, le site a été acquis par le conseil général de la Loire-Atlantique.
Le château se visite et fait l'objet d'animations pédagogiques.

## Galerie
Photos contemporaines

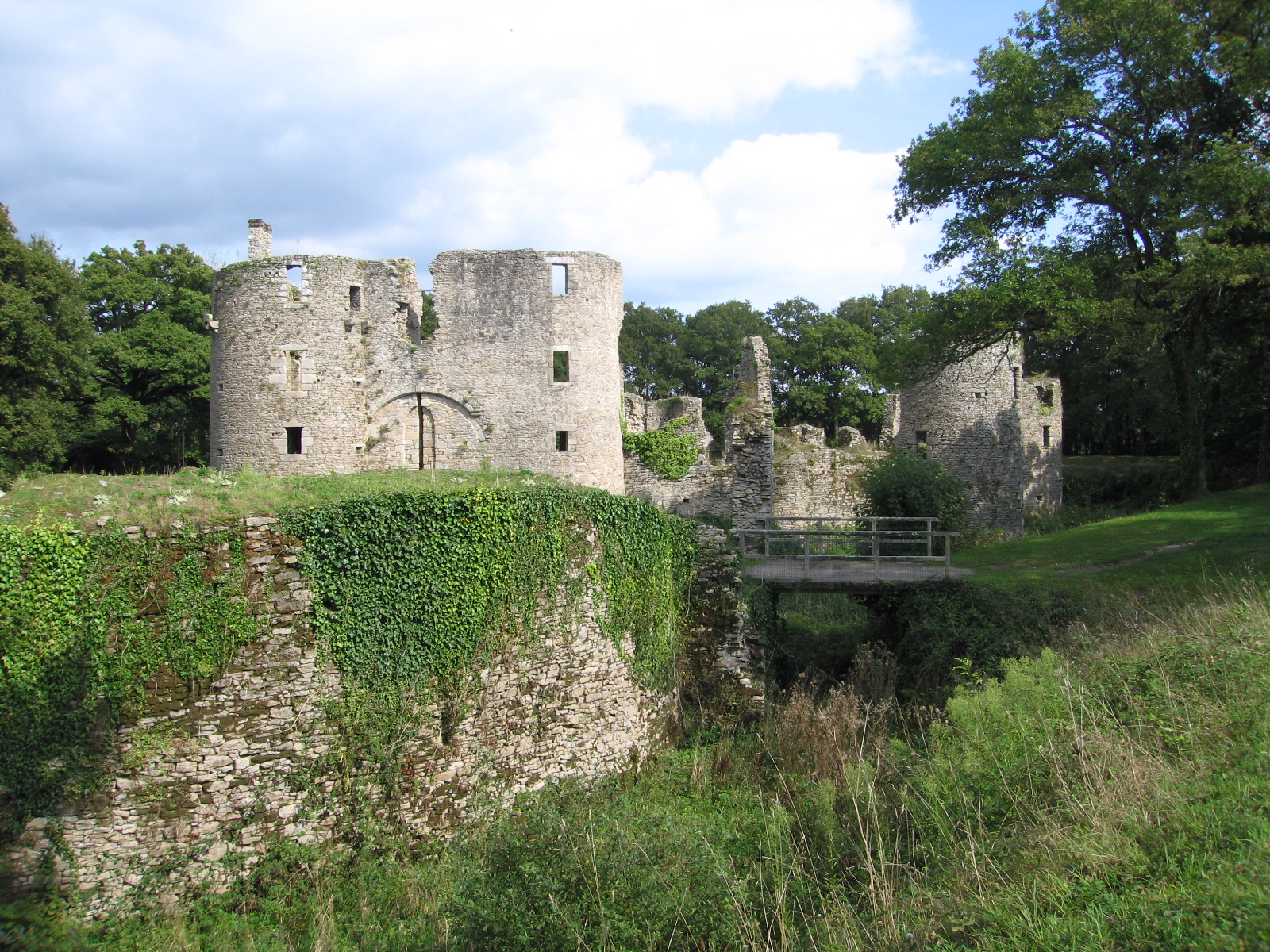
Accès au château de Ranrouët. La barbacane cache l'accès principal.
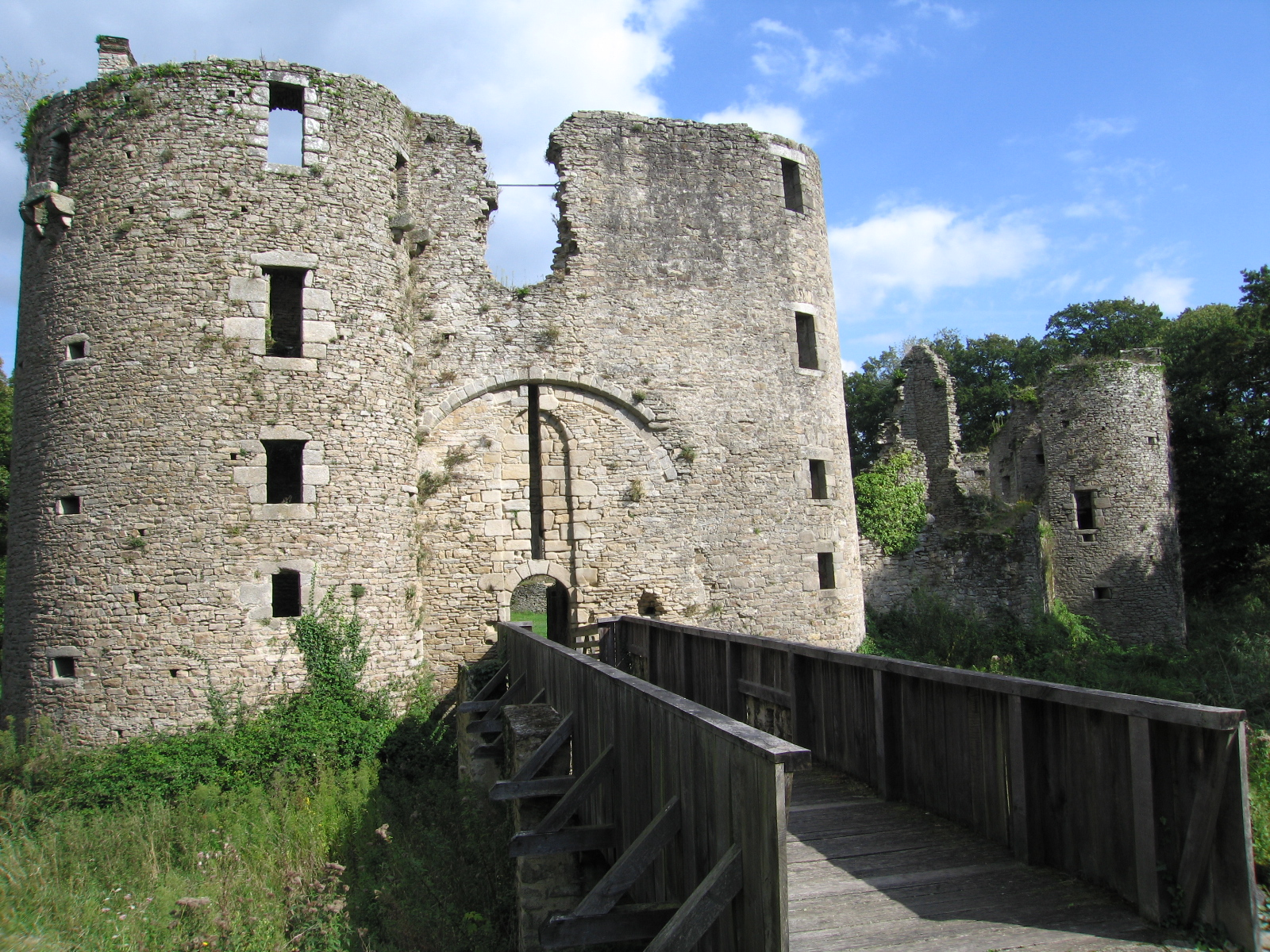
Châtelet d'entrée, vu depuis la barbacane.
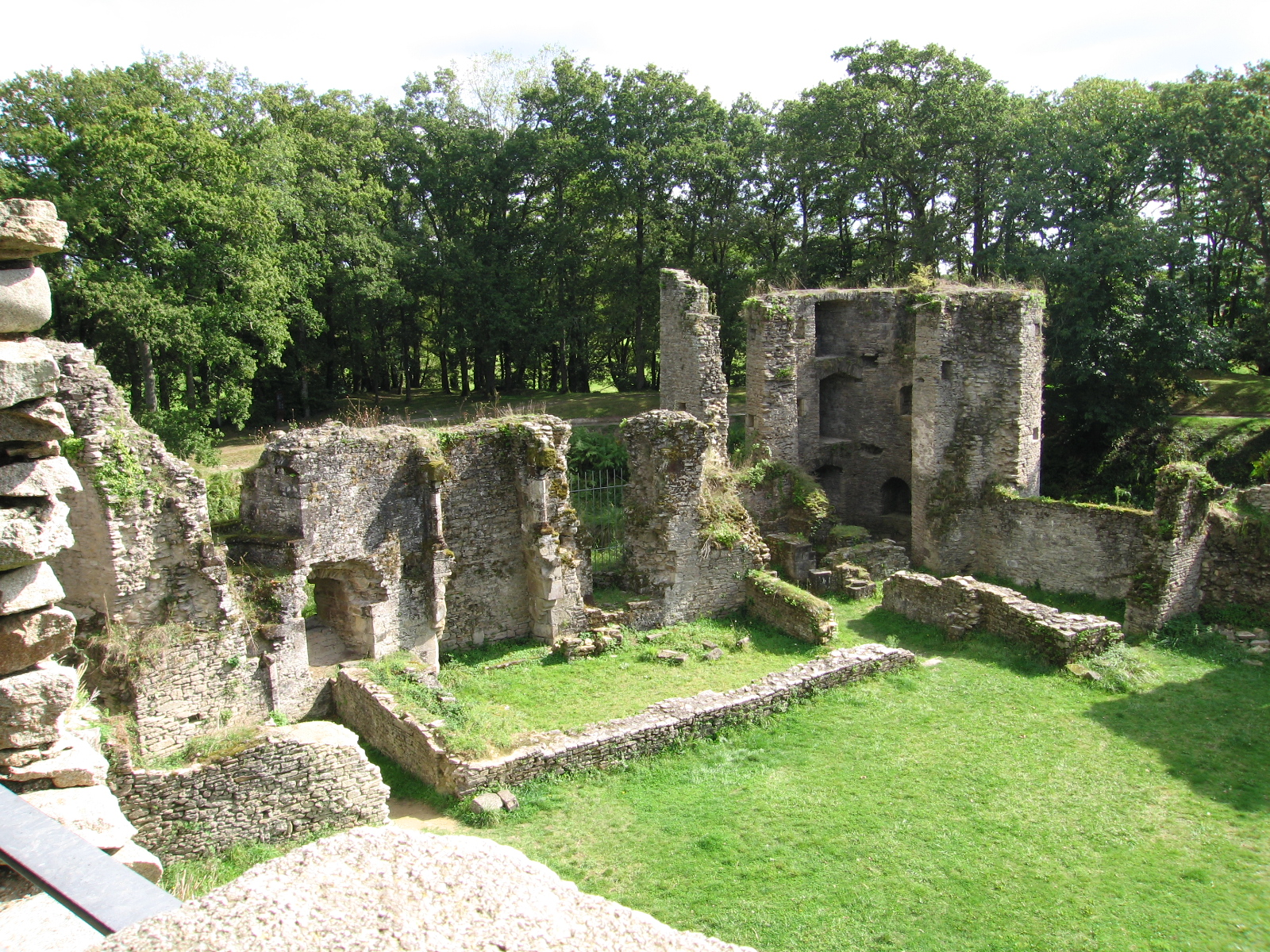
Ruines du logis.
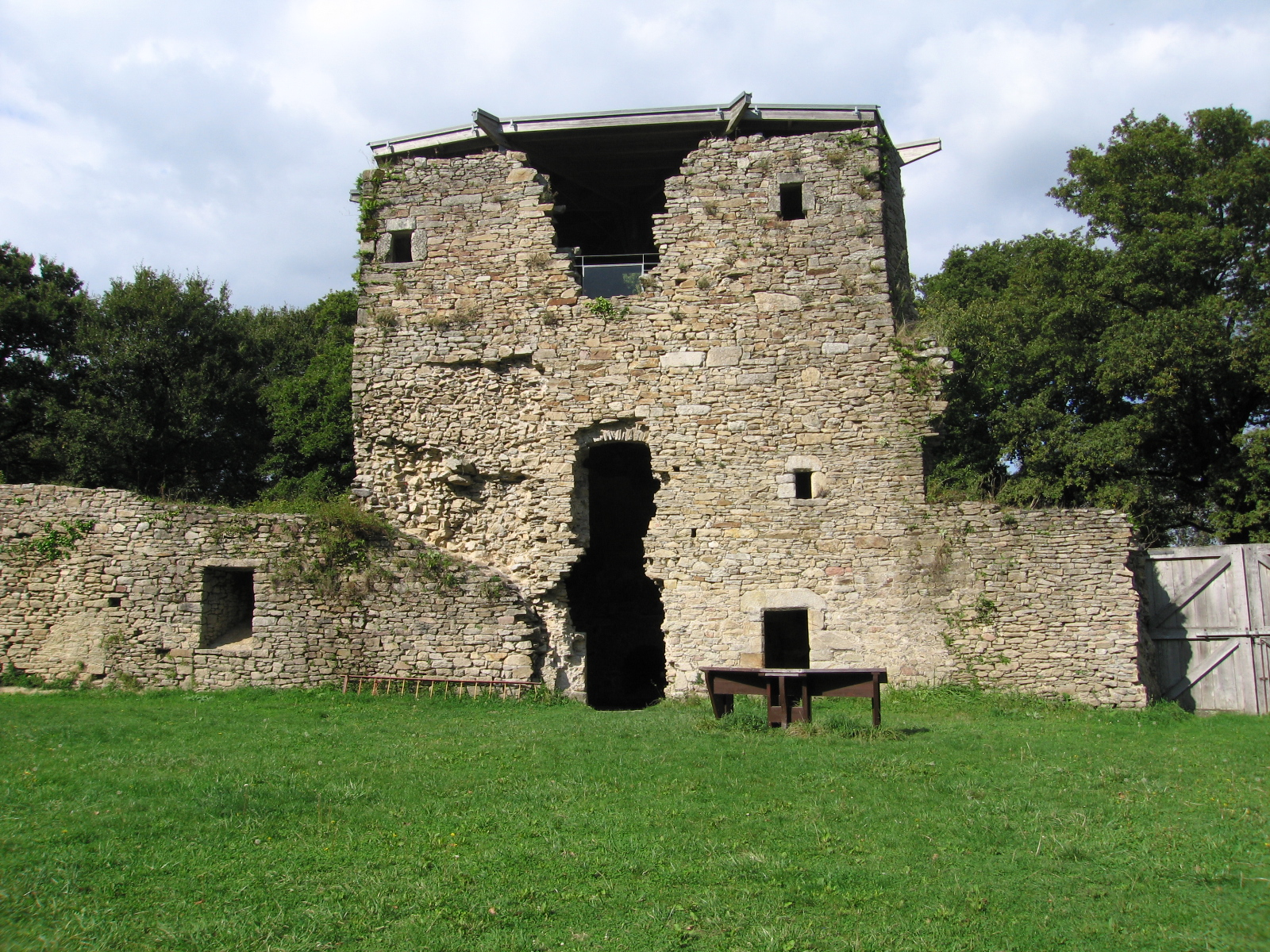
Tour de la chatte, avec son toit de protection et ses aménagements modernes.
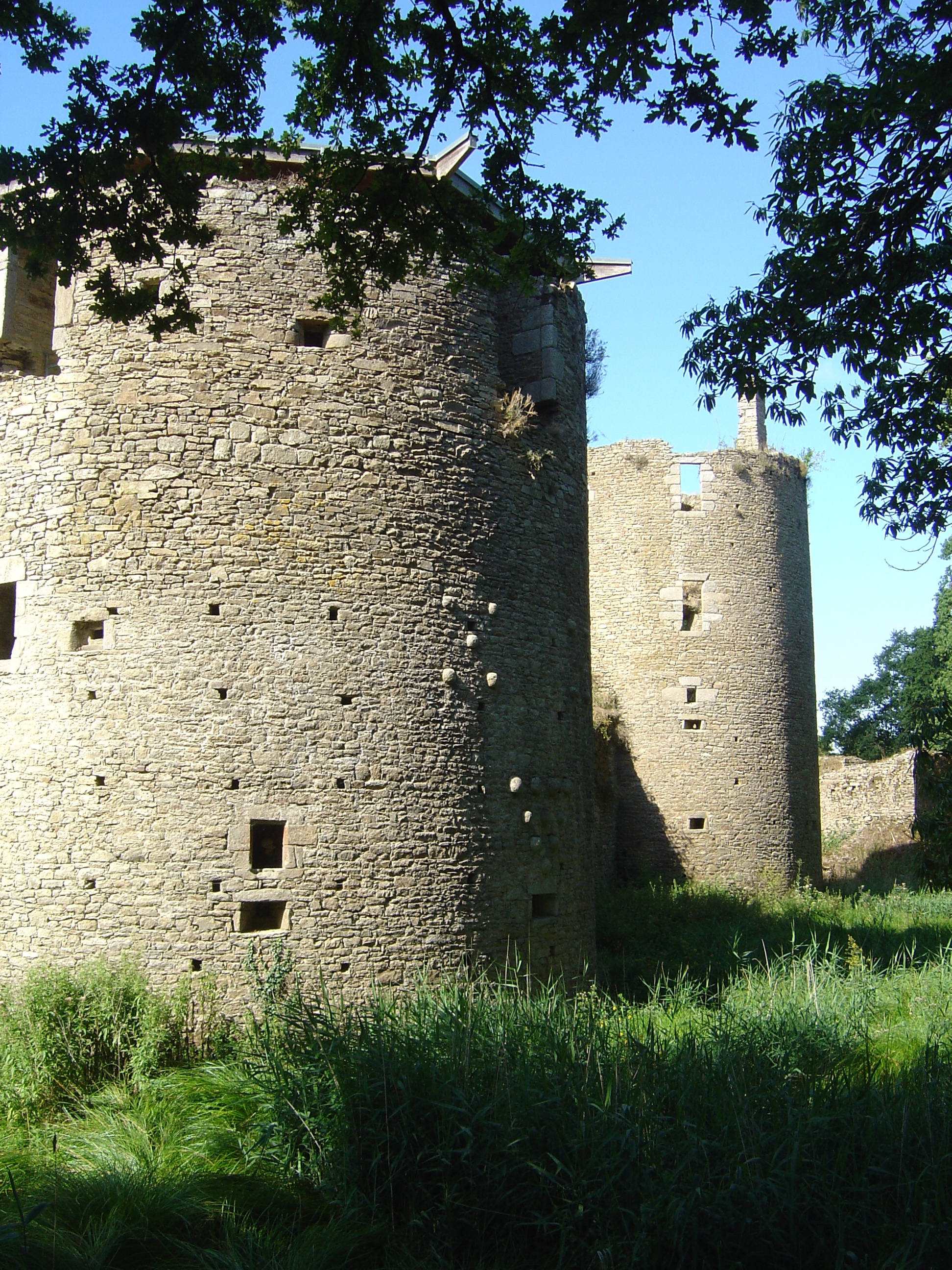
Pierre à bossage en triangle et disposé en « 5 » rappelant les armes des sires de Rieux et de Rochefort.

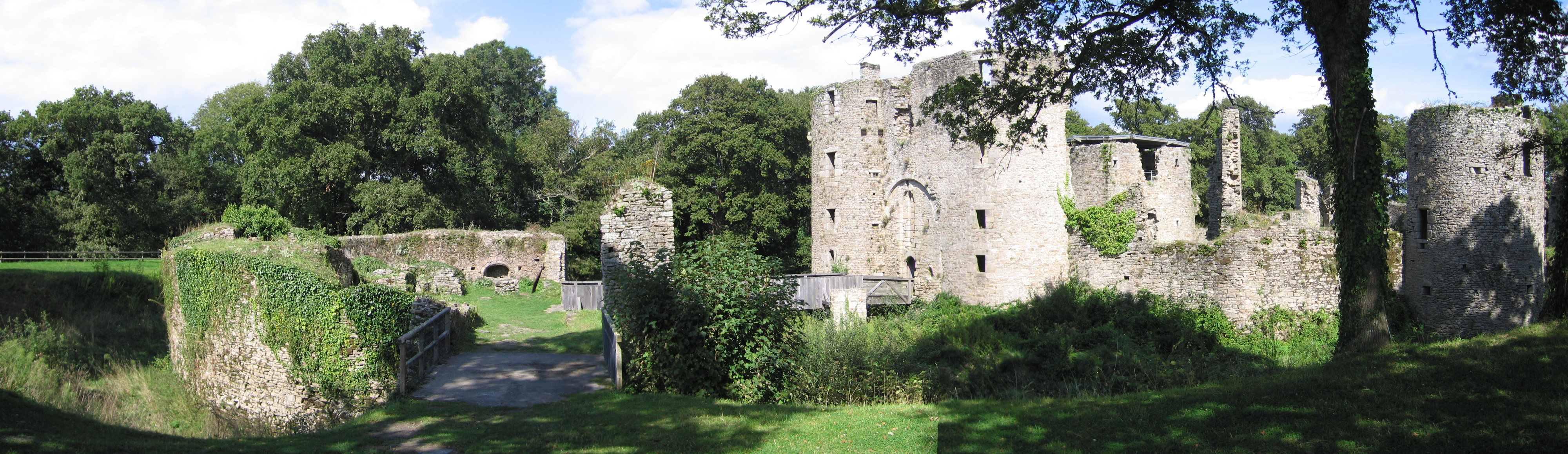
Panorama du château.

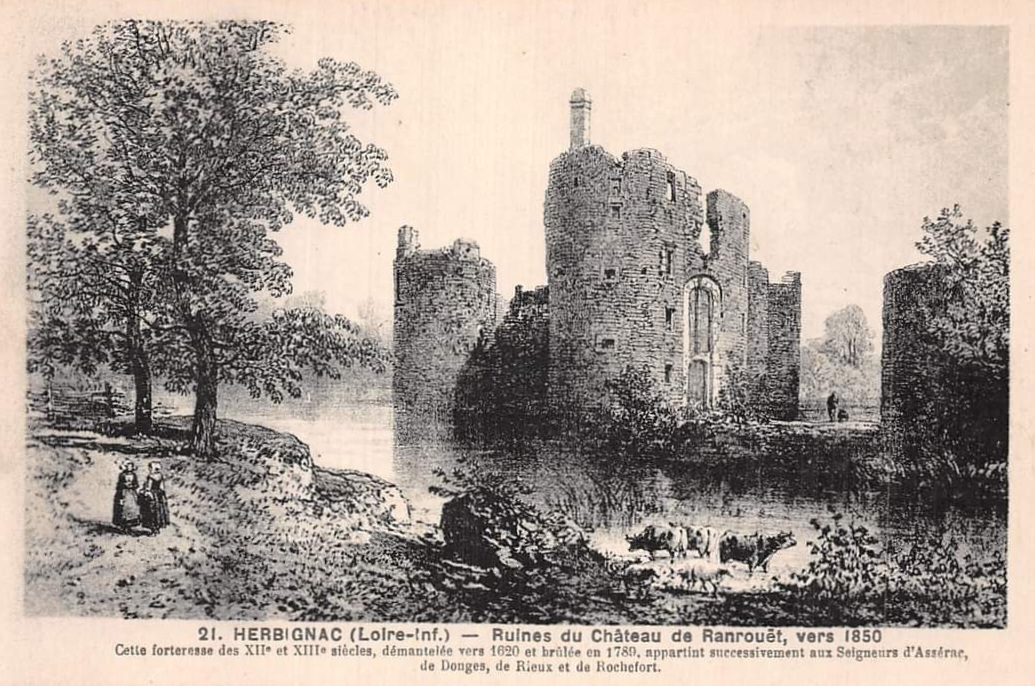
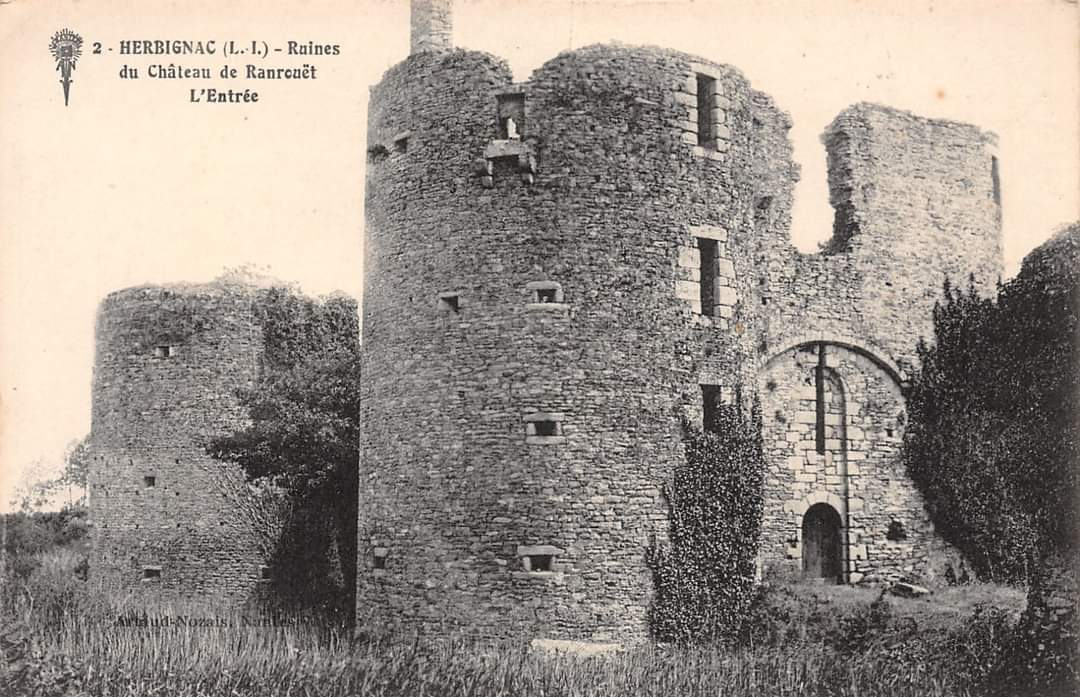

Photos anciennes